# 77-мм польова гармата зразка 1896 року (нової конструкції)
77-мм польова гармата зразка 1896 року (нової конструкції) (7,7 cm FK 96 n.A.) — основна легка польова гармата Першої світової війни Німецької Імперії а також Болгарії та Османської Імперії. Пізніше застосовувалася у різних конфліктах в Центрально-Східній Європі, перебувала в арсеналах Веймарської Німеччини, а також країн Балтії.

## Історія створення
Наприкінці XIX сторіччя в артилерії сформувалися тенденції переходу на гармати менших калібрів, що стріляли снарядами з бризантними вибуховими речовинами та використовували бездимний порох. Німеччина вважалася однією з передових артилерійських держав значною мірою завдяки роботі конструкторів фірми Круппа. 1896 року фірма на замовлення німецької армії розробила нову гармату, що отримала назву «польова гармата зразка 1896 року» (Feldkanone 96). Командування армії було налаштовано зекономити на «зайвих» пристроях, що могли ще й зламатися, тому конструкція нової нарізної гармати була максимально спрощеною. Технічне завдання не передбачало наявності притовідкатних пристроїв, крім того гармата мала роздільно-гільзове заряджання, яке знижувало скорострільність і було на той момент застарілим рішенням.
Контракт на випуск гармати було вже укладено, коли 1897 року французька армія прийняла на озброєння 75-мм гармату зразка 1897 року з поршневим затвором, заряджанням унітарним патроном та противідкатними пристроями з гідропневматичним принципом дії. Перевага у скорострільності, точності стрільби, таким чином, виявилася на стороні потенційного супротивника — французів. Тому вже під час виробництва гармати зразка 1896 року інженери Круппа та Ергарда перепроектували гармату під лафет з противідкатними пристроями. В результаті було отримано практично нову гармату, хоча конструкція ствола залишилася незмінною. Нова гармата зберегла індекс «96», але з додаванням n.A. — neue Art, тобто нового виду (Feldkanone 96 n.A.).

## Опис

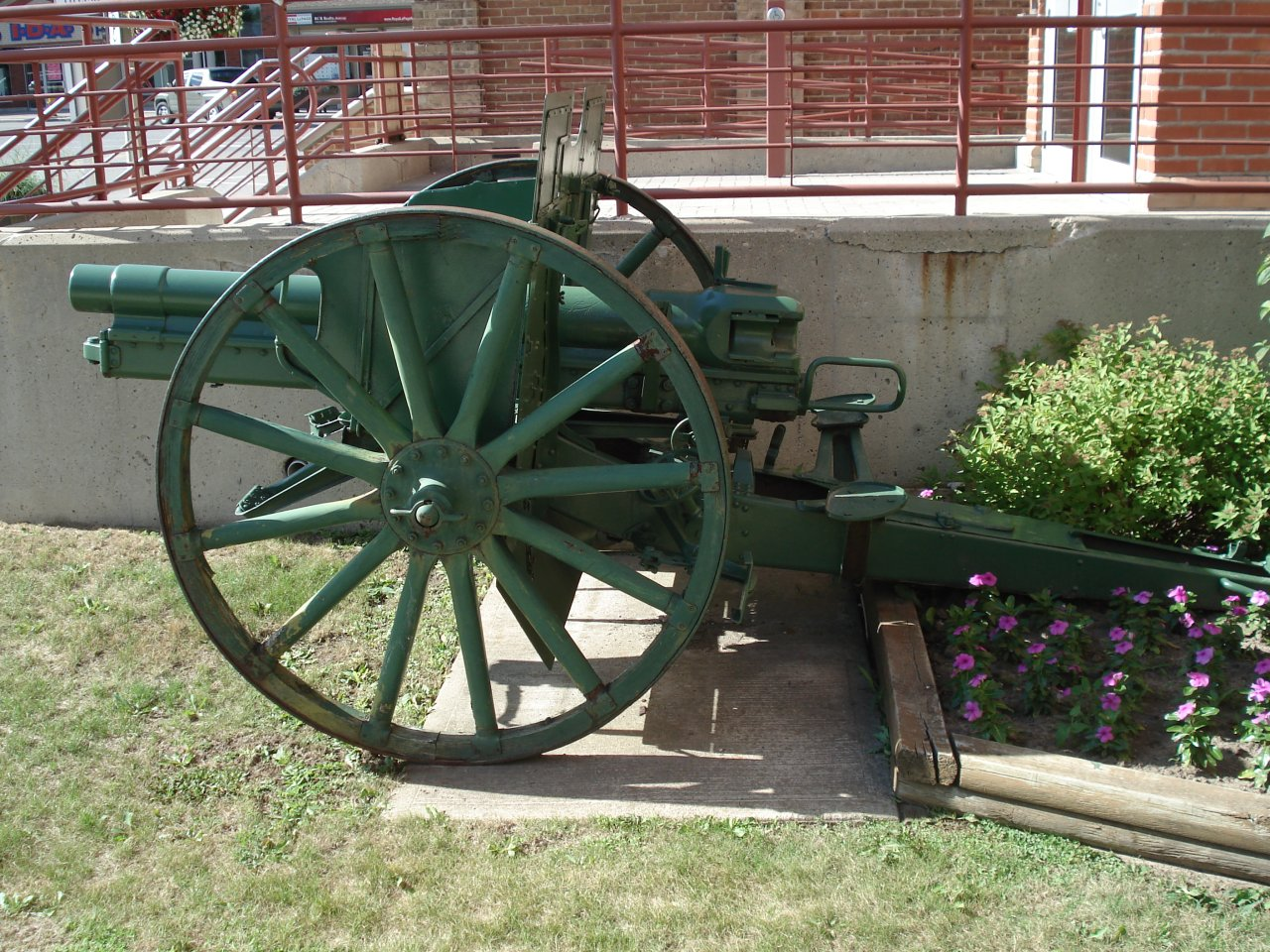
7,7 cm FK 96 n.A. у музеї в Шелбурні (Онтаріо). Вид збоку.

Гармата мала прості та надійні противідкатні пристрої з коробчастим лафетом. Лафет складався з двох частин: нерухомого станка та люльки, що зв'язувала станок зі стволом та слугувала для монтажу противідкатних пристроїв. Ствол завдовжки 27,3 калібри виготовлявся з нікелевої сталі. Затвор застосовувався клиновий, горизонтальний, що відкривався вліво. Противідкатні пристрої складалися з гідравлічного гальма відкату та пружинного накатника. Гармата мала гвинтовий підйомний та поворотний механізми. Щитове прикриття було товщиною 3 мм, верхній та нижній листи могли складатися для зручності перевезення та маскування на позиції. Верхня частина щитового прикриття мала м'яку оббивку та могла застосовуватися як сидіння для двох номерів гарматного розрахунку під час руху. Колеса мали гальма, що застосовувалися переважно тільки у похідному стані.

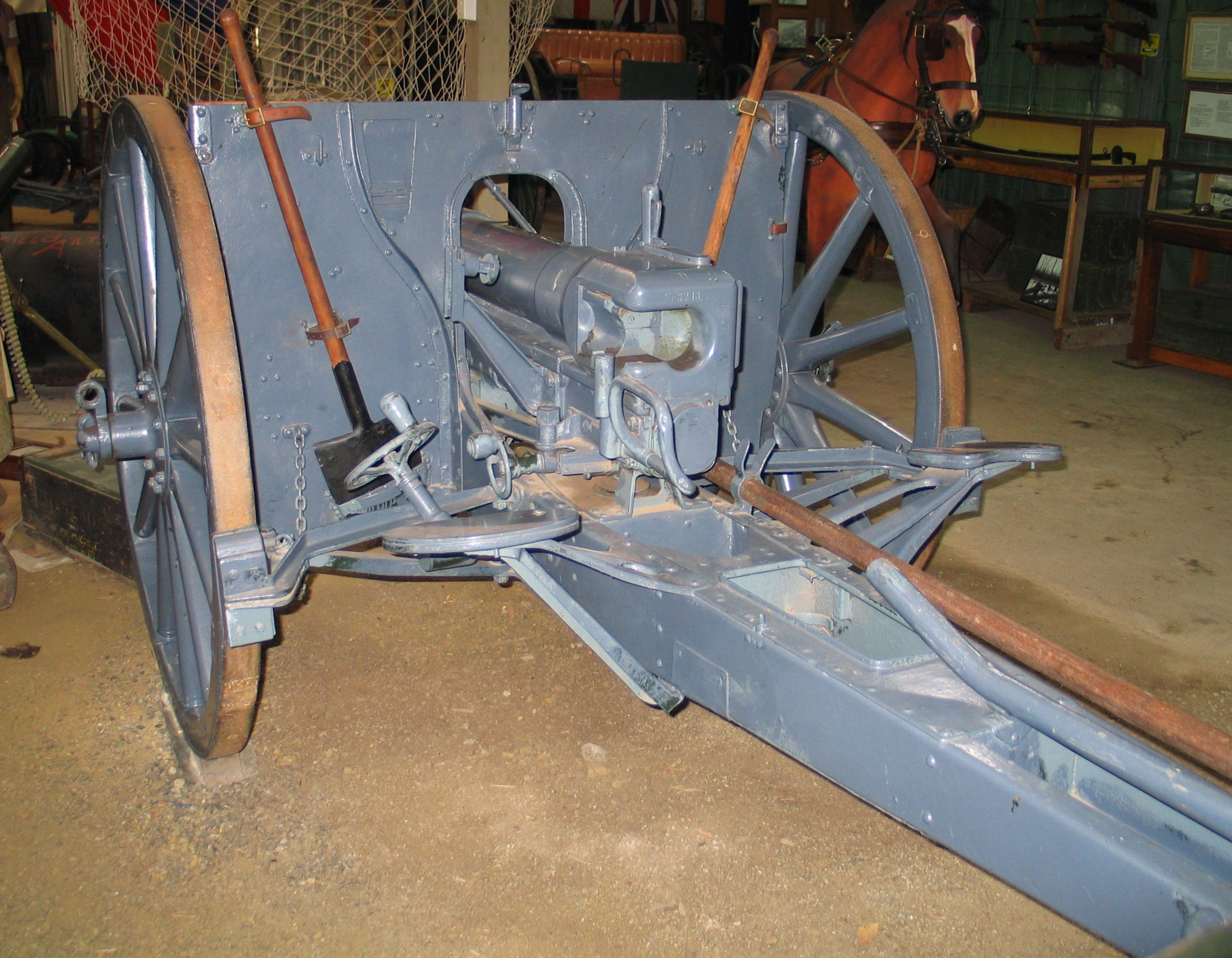
7,7 cm FK 96 n.A. Вид на казенну частину.

Для стрільби застосовувалися постріли патронного та роздільного заряджання з декількома типами снарядів: шрапнель-граната, граната, шрапнель, димовий снаряд, газовий (хімічний) снаряд. Снаряди 77-мм польової гармати зразка 1896 року (n.A.) мали оптимальну конфігурацію снарядів задля збереження їх швидкості на великих дистанціях. Проте основний вид снарядів — шрапнельні — мали найменшу у порівнянні з аналогами дальність вогню. Це пояснювалося конструкцією дистанційної трубки, що не давала тривалого часу горіння. Іншим недоліком шрапнельного снаряду була менша вага шрапнельних куль, що вимагало великих кінцевих швидкостей шрапнелі для більшого ураження.

## Порівняння з аналогами
Загалом, німецька 77-мм польова гармата зразка 1896 року (нової конструкції) вважається такою, що має найслабшу балістику серед аналогів часів Першої Світової війни. Цей недолік проте компенсувався більшою масою снарядів та малими дистанціями вогню легкої польової артилерії через відсутність відповідних засобів управління вогнем на початку війни. Надалі конструкторам довелося працювати над покращенням балістики наступних зразків гармат.
| Держава, калібр та рік прийняття гармати на озброєння                 | Вага системи у бойовому положенні, кг | Вага системи у похідному положенні, кг | Вага снаряду, кг | Вага розривного заряду, кг | Кількість куль у шрапнелі | Початкова швидкість, м/с | Найбільша дальність, км | Ефективна дальність шрапнеллю, км | Кут підняття дула, градуси |
| --------------------------------------------------------------------- | ------------------------------------- | -------------------------------------- | ---------------- | -------------------------- | ------------------------- | ------------------------ | ----------------------- | --------------------------------- | -------------------------- |
| Російська 76-мм дивізіонна гармата зразка 1902 року                   | 1092                                  | 2017                                   | 6,5              | 0,78                       | 260                       | 588                      | 8,5                     | 6,2                               | -6 +16                     |
| Російська 76-мм гірська гармата зразка 1909 року                      | 624                                   | 1236                                   | 6,5              | 0,78                       | 260                       | 381                      | 7,0                     | 7,0                               | -10 +35                    |
| Французька 75-мм польова гармата зразка 1897 року                     | 1160                                  | 1885                                   | 7,25             | 0,84                       | 260                       | 530                      | 8,6                     | 6,7                               | -11 +18                    |
| Французька 65-мм гірська гармата зразка 1906 року                     | 390                                   | -                                      | 3,81             | 0,5                        | ?                         | 330                      | 5,0                     | 5,0                               | -10 +35                    |
| Германська 77-мм польова гармата зразка 1896 року (нової конструкції) | 1020                                  | 1910                                   | 6,85             | 0,2                        | 300                       | 465                      | 7,8                     | 5,3                               | -12 +16                    |
| Австро-Угорська 8-см польова гармата М.5                              | 1050                                  | 1940                                   | 6,68             | 0,22                       | 315                       | 500                      | 7,0                     | 6,3                               | -7,5 +18                   |
| Австро-угорська 7-см гірська гармата М.99                             | 315                                   | -                                      | 4,68             | 0,7                        | 216                       | 310                      | 4,8                     | 3,9                               | -10 +26                    |
| Британська 15-фунтова (BLC) 76,2-мм польова гармата                   | 1441                                  | ?                                      | 6,35             | ?                          | ?                         | 485                      | 5,26                    | ?                                 | -9 +16                     |
| Американська 3-дюймова польова гармата М1902                          | 1140                                  | ?                                      | 6,8              | ?                          | ?                         | 520                      | 7,8                     | 5,5                               | -5 +15                     |

Скорострільність всіх вищенаведених гармат досягала 10 і більше пострілів на хвилину.